# 芬兰狐狸犬

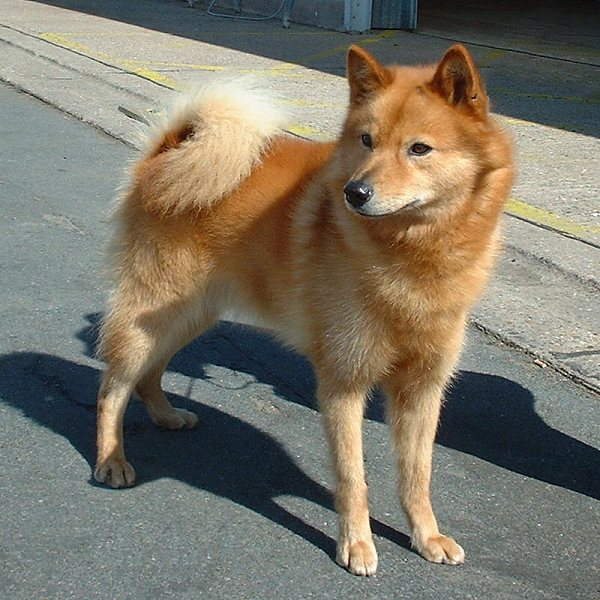
芬兰狐狸犬

芬兰狐狸犬（芬蘭語：Suomenpystykorva）是一种源自芬兰的犬种。该犬种最早是培育用来打猎的。打猎时该犬种向着猎物吠叫，向猎人指明猎物的方向，同时也吸引猎物的注意力，以便让猎人更好的靠近猎物。在芬兰该犬种依然当作猎犬使用。该犬种友善且通常喜爱孩童，所以也适合当宠物养。自1979年起该犬种被选为芬兰国犬。